# CSI: Vegas
CSI: Vegas was een Amerikaanse televisieserie die ging over een forensisch onderzoeksteam in Las Vegas. De serie is een spin-off van CSI: Crime Scene Investigation en ging op 6 oktober 2021 in première. In 2024 maakte CBS bekend dat seizoen drie het laatste seizoen van CSI: Vegas was.

## Productie
In het voorjaar van 2021 werd begonnen met de opnames van de serie. In het eerste seizoen kwamen personages uit de oorspronkelijke serie CSI: Crime Scene Investigation terug als gastrollen waaronder Greg Sanders (Eric Szmanda), David Hodges (Wallace Langham), Jim Brass (Paul Guilfoyle) en Lindsey Willows (Katie Stevens). Sara Sidle (Jorja Fox) en Gil Grissom (William Petersen) keerden als hoofdpersonen terug. In het tweede seizoen kwam na het vertrek van Sara en Gil en door onderbezetting van het team Catherine Willows (Marg Helgenberger) terug.
Op 18 februari 2024 ging het derde en laatste seizoen van CSI: Vegas in de Verenigde Staten in première.

## Rolverdeling

### Hoofdrollen
- Paula Newsome als Maxime (Max) Roby, teamleider (seizoen 1-heden)
- Matt Lauria als Joshua (Josh) Folsom, CSI level 3 (seizoen 1-heden)
- Mandeep Dhillon als Ahalya (Allie) Rajan, CSI level 3 (seizoen 1-heden)
- Mel Rodriguez als Hugo Ramirez, lijkschouwer (seizoen 1)
- Jorja Fox als Sara Sidle, als CSI (seizoen 1)
- William Petersen als Gil Grissom (seizoen 1)
- Ariana Guerra als Serena Chavez, detective van moordzaken (seizoen 2–heden)
- Jay Lee als Christopher "Chris" Park, CSI 1 (seizoen 2-heden)
- Lex Medlin als Beau Finado, CSI 1 (seizoen 2-heden)
- Marg Helgenberger als Catherine Willows (seizoen 2-heden)